# Piaski (powiat koniński)
Piaski – wieś w Polsce położona w województwie wielkopolskim, w powiecie konińskim, w gminie Skulsk.
W latach 1975–1998 miejscowość administracyjnie należała do województwa konińskiego.

## Położenie
Wieś położona 1 km na wschód od Skulska i drogi krajowej nr 25.